# (36224) 1999 TE268
1999 TE268 (asteroide 36224) é um asteroide da cintura principal. Possui uma excentricidade de 0.07521880 e uma inclinação de 12.55853º.
Este asteroide foi descoberto no dia 3 de outubro de 1999 por LINEAR em Socorro.